# برايان باركنسون
برايان باركنسون (بالإنجليزية: Brian Parkinson)‏ هو لاعب كرة قدم بريطاني في مركز حراسة المرمى، ولد في 14 يناير 1951 في ليفربول في المملكة المتحدة. لعب مع نادي إيفرتون.